# رسوایی کلاهبرداری کمک‌هزینه کودکان در هلند
رسوایی کلاهبرداری کمک‌هزینه کودکان در هلند (هلندی: Toeslagenaffaire) در نتیجه سوء مدیریت و کلاهبرداری قریب به ۲۶۰۰۰ خانواده که اکثر آنها از قشرهای کم‌درآمد و مهاجران هستند، صورت گرفت. این خانواده‌ها بین سال‌های ۲۰۱۳ تا ۲۰۱۹ به‌طور ناعادلانه‌ای قربانی کلاهبرداری کمک‌هزینه مراقبت از کودکان شده‌اند به‌طوریکه زندگی بسیاری از خانواده‌ها تباه شده و باعث بی‌کاری، طلاق و مشکلات دیگری برای آنها شده است.
تحقیقات پارلمانی آن را یک «بی‌عدالتی بی‌سابقه» توصیف کرده است، این رسوایی در سپتامبر ۲۰۱۸ مورد توجه عموم قرار گرفت و تحقیقات حول آن آغاز گردید. محققان این کلاهبرداری را نتیجه سوگیری نهادی، نقض اصول حاکمیت قانون و سوء مدیریت دانستند.
در ۱۵ ژانویه ۲۰۲۱ دو ماه قبل از انتخابات سراسری هلند، مارک روته نخست‌وزیر این کشور ضمن پذیرش مسئولیت سال‌ها سوءمدیریت در زمینه کمک هزینه مراقبت از کودکان که باعث تباهی مالی هزاران خانواده شده استعفای دسته جمعی اعضای دولت را اعلام کرد.

## مقابله با کلاهبرداری
در پاسخ به حلقه کلاهبرداری بلغارستان، مجلس نمایندگان هلند بر جلوگیری شدیدتر از کلاهبرداری اصرار ورزید. مجلس به‌طور جداگانه، توافق‌نامه ائتلاف کابینه اول روته شامل ماده ای برای تشدید اقدامات ضد تقلب بود را مورد بررسی قرارداد. در ۲۸ مه ۲۰۱۳، دولت یک تیم مدیریت تقلب را تشکیل داد، متشکل از مقامات عالی‌رتبه از سازمان مالیاتی و گمرکی و وزارت دارایی، برای تحقق این وعده‌ها. بعداً در همان سال، تیم مدیریت کلاهبرداری نیروی مشترک ضد تسهیل (CAF؛ هلندی Combiteam Aanpak Facilitators) را توسعه داد. تسهیلات به افراد یا مؤسساتی گفته می‌شود که امکان تقلب (مشکوک) در چارچوب کمک هزینه مراقبت از کودک را فراهم می‌کنند. این بدان معنی بود که CAF با درخواست‌های مشکوک به دنبال آژانس‌های نگهداری کودکان با استفاده از کمک هزینه مراقبت از کودکان بوده است.